# Silvy De Bie
Silvy de Bie (ur. 4 stycznia 1981 w Heist-op-den-Berg, Belgia) – flamandzka wokalistka zespołu Sylver.

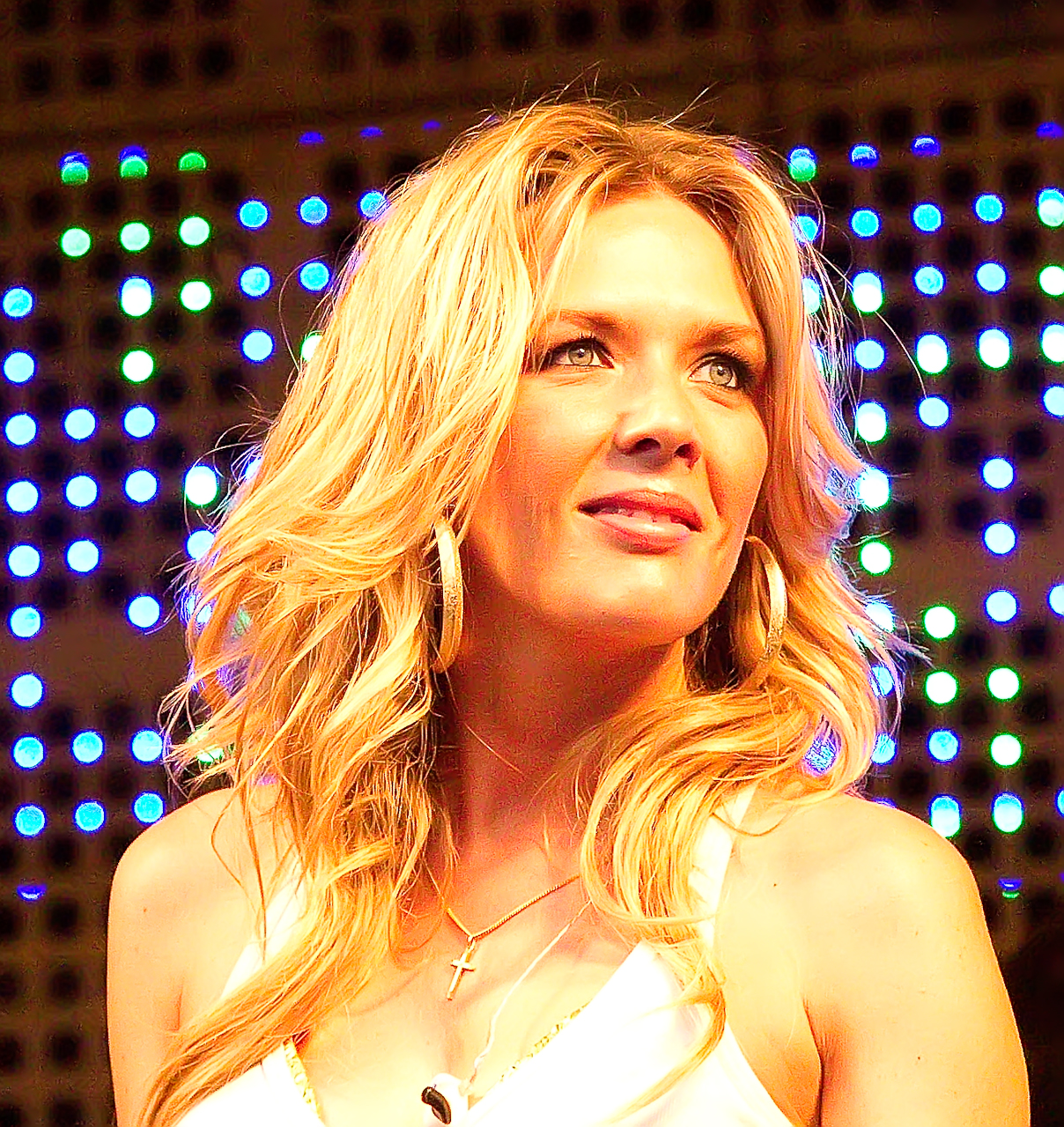
Silvy de Bie 2010

Występować zaczęła w wieku 9 lat jako "Silvy Melody" w programie belgijskiej TV De Kinderacademie. Wykonała wtedy cover Michaela Jacksona - "Ben". Dalej występowała jako "Silvy Melody", próbując swoich sił również jako modelka.
Przełomem w karierze Silvy, było poznanie muzyka i autora piosenek Wouta Van Dessela. Sukces komercyjny, który osiągnęli na niemieckim rynku muzycznym, doprowadził do powstania zespołu Sylver.
W dniu 29 kwietnia 2006 Silvy wyszła za mąż za Marokańczyka Khalida Boujida. W dniu 7 listopada 2007 urodziła córkę Noor (arab. światło). W czerwcu 2008 para poinformowała o rozstaniu.

## Single
| Rok  | Tytuł                   | Dodatkowe informacje                                     |      |     |                                              |
| ---- | ----------------------- | -------------------------------------------------------- | ---- | --- | -------------------------------------------- |
| Rok  | Tytuł                   | Dodatkowe informacje                                     | 1990 | Ben | „Silvy Melody“. cover Michael Jackson (1972) |
| 1990 | De telefoon huilt mee   | „Silvy Melody“. cover Claude François                    |      |     |                                              |
| 1990 | Waar ben je nu          | „Silvy Melody“.                                          |      |     |                                              |
| 1990 | Hela Sascha             | „Silvy Melody“.                                          |      |     |                                              |
| 1991 | Alle dagen dansen       | „Silvy Melody“.                                          |      |     |                                              |
| 1991 | Nummer één              | „Silvy Melody“.                                          |      |     |                                              |
| 1991 | Hey, hey Sprinklie      | „Silvy Melody“ z „The Sprinklie-Band“                    |      |     |                                              |
| 1992 | Liefde is …             | „Silvy Melody“.                                          |      |     |                                              |
| 1993 | Daar zijn vrienden voor | „Silvy Melody“ z Patrick Van Assche.                     |      |     |                                              |
| 1993 | Hij is zo lief          | „Silvy Melody“. cover The Love Affair (1967)             |      |     |                                              |
| 1994 | Wie is zij              | „Silvy Melody“.                                          |      |     |                                              |
| 1998 | Find Me An Angel        | „Lace“.                                                  |      |     |                                              |
| 2001 | Sweet Dreams            | z M'n'C. cover Eurythmics (1983)                         |      |     |                                              |
| 2004 | I Don't Care            | z Milk Inc. (2004)                                       |      |     |                                              |
| 2007 | Time                    | z 4 Clubbers. (2007)                                     |      |     |                                              |
| 2009 | Love Don't Come Easy    | Pierwszy solowy album pod pseudonimem Sil. 2009 w Belgii |      |     |                                              |
| 2011 | Selfish                 |                                                          |      |     |                                              |